# Ngô Lỗi
Ngô Lỗi (giản thể: 吴磊; phồn thể: 吳磊, sinh ngày 26 tháng 12 năm 1999) là một nam diễn viên Trung Quốc. Anh được biết đến với biệt danh "Em trai quốc dân" (tiếng Trung: 国民弟弟) ở Trung Quốc.
Ngô Lỗi xếp thứ 63 trong Danh sách 100 ngôi sao nổi tiếng Trung Quốc theo Forbes vào năm 2017, thứ 29 vào năm 2019 và thứ 47 vào năm 2020.

## Tiểu sử & Giáo dục
Ngô Lỗi sinh ra tại Thượng Hải, Trung Quốc có quê gốc là thành phố Quảng An, tỉnh Tứ Xuyên. Anh lớn lên ở Thành Đô, theo học trường trung học cơ sở Liewu ở Thành Đô. Năm 2018, Ngô Lỗi trúng tuyển vào Học viện Điện ảnh Bắc Kinh với tổng điểm 456 trong kỳ thi tuyển sinh đại học, đạt vị trí thủ khoa toàn quốc. Ngày 14 tháng 9 năm 2021, khi Ngô Lỗi sắp tốt nghiệp năm cuối đã phát biểu với tư cách là đại diện của Học viện.

## Sự nghiệp

### 2006–2012: Sự khởi đầu
Năm 2002, Ngô Lỗi xuất hiện trong quảng cáo của thương hiệu thực phẩm chức năng Huang Jin Da Dang, và tham gia hơn 50 quảng cáo trong hai năm tiếp theo. Ngô Lỗi ra mắt với tư cách diễn viên trong bộ phim truyền hình Phong thần bảng: Phượng minh Kỳ sơn với vai Na Tra.
Ngô Lỗi bắt đầu được chú ý nhờ vai diễn trong các bộ phim truyền hình dành cho trẻ em như Nhà có người ngoài hành tinh (2009) và Nhóc tỳ Mã Tiểu Khiêu (2010), mà anh đã giành được giải "Diễn viên nhí xuất sắc" tại Giải Phi thiên lần thứ 28. Anh nâng tầm danh tiếng với vai diễn trong bộ phim truyền hình võ thuật Tự cổ anh hùng xuất thiếu niên (2012).

### 2014 – nay: Sự nổi tiếng ngày càng tăng và chuyển sang các vai chính
Năm 2014, Ngô Lỗi góp mặt trong bộ phim truyền hình kiếm hiệp Thần Điêu Đại Hiệp (2014) do Vu Chính sản xuất và nhận được nhiều lời khen ngợi cho vai diễn Dương Quá thời trẻ.
Năm 2015, Ngô Lỗi vào vai Lý Tiêu Dao trong web drama Thiên Tiêu Quái Kiếm (2015) và xác nhận quay video quảng bá cho tựa game cùng tên. Bộ phim đạt được hơn 300 triệu lượt xem và trở thành đề tài bàn luận sôi nổi trên mạng. Sau đó, nhờ việc hai bộ phim Thiếu nữ toàn phong (2015) và bộ phim truyền hình võ hiệp Lang Nha Bảng (2015) nhận được sự đón nhận nồng nhiệt, khiến anh ngày càng được công nhận.
Năm 2017, Ngô Lỗi có vai chính đầu tiên trên màn ảnh nhỏ trong web drama giả tưởng Kỳ Tinh Ký: Tiên Y Nộ Mã Thiếu Niên Thời (2017). Anh cũng đóng vai chính trong bộ phim điện ảnh đề tài kinh dị hành động Anh - Trung Truy lùng cổ vật (2017) do Charles Martin đạo diễn; cũng như phim điện ảnh hợp tác Trung - New Zealand Kỳ tích: Theo đuổi cầu vồng (2017).
Năm 2018, Ngô Lỗi có vai chính trong bộ phim sử thi giả tưởng Asura. Được coi là tác phẩm có kinh phí sản xuất cao nhất Trung Quốc thời điểm đó với 110 triệu USD, bộ phim được kỳ vọng là bom tấn phòng vé nhưng bị rút khỏi rạp chỉ sau vài ngày công chiếu. Sau đó, anh trở lại màn ảnh nhỏ trong loạt phim phiêu lưu giả tưởng Sa Hải (2018), chuyển thể từ ngoại truyện của tiểu thuyết nổi tiếng Đạo mộ bút ký; và đóng vai chính trong Đấu Phá Thương Khung (2018), một bộ phim hành động giả tưởng dựa trên tiểu thuyết tiên hiệp nổi tiếng cùng tên. Cùng năm đó, anh tham gia bộ phim điện ảnh cổ trang Vô Ảnh (2018) của đạo diễn nổi tiếng Trương Nghệ Mưu. Forbes Trung Quốc đã liệt kê Ngô Lỗi vào danh sách 30 Under 30 Asia 2017, bao gồm 30 người dưới 30 tuổi có ảnh hưởng và có ảnh hưởng đáng kể trong lĩnh vực mà họ hoạt động.
Năm 2019, Ngô Lỗi tham gia bộ phim điện ảnh lãng mạn Sủng Ái (2019).
Năm 2020, Ngô Lỗi đảm nhận vai nam chính của bộ phim cổ trang Trường Ca Hành (2021), bộ phim đã lên sóng vào năm 2021. Cùng năm, anh nhận vai chính trong bộ phim giả tưởng lịch sử Sơn Hải Kinh Chi Thượng Cổ Mật Ước (2020), và bộ phim thuộc đề tài thể thao điện tử Vượt qua hoả tuyến (2020).

## Phim

### Phim điện ảnh
| Năm  | Phim                        | Tiêu đề tiếng Trung | Vai trò               | Ghi chú / Tham khảo |
| ---- | --------------------------- | ------------------- | --------------------- | ------------------- |
| 2006 | Hồ Gia Hán Nguyệt           | 北魏传奇之宏图恨    | Thác Bạt Tuấn         |                     |
| 2009 | Hỏa Tuyến Truy Hùng         | 火线追凶之死亡地带  | Tiểu Hổ               |                     |
| 2009 | Xuyên Xuyên và Dương Dương  | 川川和洋洋          | Lưu Dương             |                     |
| 2010 | Thiên Trường Địa Cửu        | 80'后               | Minh Nguyên (lúc nhỏ) |                     |
| 2017 | Truy Lùng Cổ Vật            | 极智追击：龙凤劫    | Đường Đinh Đan        | [ 13 ]              |
| 2017 | Kỳ tích: Theo đuổi cầu vồng | 奇迹：追逐彩虹      | Tiểu Trình            | [ 30 ]              |
| 2018 | Asura                       | 阿修罗              | Như Ý                 | [ 14 ]              |
| 2018 | Vô Ảnh                      | 影                  | Dương Bình            | [ 23 ]              |
| 2019 | Trụy Cơ                     | 坠机                |                       | Phim ngắn           |
| 2019 | Sủng Ái                     | 宠爱                | Trần Lạc Vân          | [ 25 ]              |
| 2021 | Rắc rối ở Biển Hoa Đông (?) | 大闹 东海           | Na Tra                |                     |
| 2021 | Mùa hè tương lai            | 盛夏未来            | Trịnh Vũ Tinh         |                     |
| 2023 | Cỏ cây nhân gian            | 草木人间            | Hà Mục Liên           |                     |
| 2023 | Chuyến đi này không tệ      | 不虚此行            | Tiểu Doãn             |                     |
| 2023 | Học ba                      | 学爸                | Tiểu Vương            | Cameo               |
| 2023 | Nhập hình nhập cách         | 入型入格            | Diệp Hồng Vương       |                     |

### Phim truyền hình
| Năm  | Tiêu đề tiếng Anh                            | Tiêu đề tiếng Trung    | Vai trò                                    | Kênh                              | Ghi chú / Tham khảo |
| ---- | -------------------------------------------- | ---------------------- | ------------------------------------------ | --------------------------------- | ------------------- |
| 2006 | Thiếu Niên Dương Gia Tướng                   | 少年杨家将             | Dương Lục Lang (lúc nhỏ)                   | CTV                               |                     |
| 2006 | Trường Hận Ca                                | 长恨歌                 | Mao Mao                                    | Shanghai Channel, Jiangsu Channel |                     |
| 2006 | Đại Tướng Trần Canh                          | 陈赓大将               | Tri Phi                                    | CCTV                              |                     |
| 2006 | Hoàng Phi Hồng Và Ngũ Đại Đệ Tử              | 黄飞鸿五大弟子         | Hoàng Lập Duy                              | CTS, Guangzhou TV                 |                     |
| 2006 | Hồ Gia Hán Nguyệt                            | 胡笳汉月               | Thác Bạt Tuấn                              |                                   |                     |
| 2007 | Phong thần bảng: Phượng minh Kỳ sơn          | 封神榜之凤鸣岐山       | Na Tra                                     | Jilin TV                          |                     |
| 2007 | Nước Mắt Người Vợ                            | 媳妇的眼泪             | Cao Minh Huy (lúc nhỏ)                     | Sichuan Channel                   |                     |
| 2007 | Ma Kiếm Sinh Tử Kỳ                           | 魔剑生死棋             | Quan Vân Bảo                               |                                   |                     |
| 2007 | Thuận Nương                                  | 顺娘                   | Trần Kim Thủy                              | CTS, Shanghai TV                  |                     |
| 2008 | Hoàn Quân Minh Châu                          | 新还君明珠             | Mã Tuấn (lúc nhỏ)                          | Hangzhou TV                       |                     |
| 2008 | Phú Quý Tại Thiên                            | 富贵在天               | Thừa Nghiễn                                | CNTV                              |                     |
| 2008 | Cam Phận Đàn Bà (Ninh Vi Nữ Nhân)            | 宁为女人               | Tư Thuần                                   |                                   |                     |
| 2008 | Đại Trân Châu                                | 大珍珠                 | Văn Xương (lúc nhỏ)                        | CCTV, CTS                         |                     |
| 2008 | Sinh Tử Điệp Luyến                           | 生死谍恋               | Tiểu Chí                                   | Zhengzhou TV                      |                     |
| 2008 | Mẹ Cưới Vì Con                               | 妈妈为我嫁             | Hồng Giai Huy/Vương Khải Thành (lúc nhỏ)   |                                   |                     |
| 2008 | Thuyền Nương Văn Úy                          | 船娘文慧               | Gia Dương                                  | Shanghai Channel                  |                     |
| 2008 | Tuyết Trung Hồng                             | 雪中红                 | Cố Chí Hào/Cố Chí Trung (lúc nhỏ)          | Shanghai Channel                  |                     |
| 2008 | Xuân Đi, Xuân Lại Đến                        | 春去春又回             |                                            | Shandong TV                       |                     |
| 2009 | Tân Bao Thanh Thiên                          | 新包青天               | Thái tử Nhân Tông                          |                                   |                     |
| 2009 | Thâm Trạch                                   | 深宅                   | Kiều Vỹ                                    | Qinghai TV                        | [ 32 ]              |
| 2009 | Nhà Có Người Ngoài Hành Tinh                 | 家有外星人             | Đường Bất Khố                              | Guangdong TV                      | [ 4 ]               |
| 2009 | Nan Vi Nữ Nhi Hồng                           | 难为女儿红             | Đinh Trung Tín                             | Jiangsu Channel                   |                     |
| 2009 | Mẹ Chồng Nàng Dâu (Thê Nương)                | 娘妻                   | Cao Diệu Tông (lúc nhỏ)                    | Anhui TV                          | [ 33 ]              |
| 2010 | Ai Hiểu Lòng Nữ Nhân                         | 谁知女人心             | Phú Hỉ Nhi                                 | Jiangsu Channel                   |                     |
| 2010 | Phong Vũ Điêu Hoa Lâu                        | 风雨雕花楼             | Cổ Đạt Tân                                 | Anhui TV                          |                     |
| 2010 | Thiên Nhai Xích Tử Tâm                       | 天涯赤子心             | Đại Bảo                                    | Anhui TV                          | [ 34 ]              |
| 2011 | Tình Yêu Có Màu Xanh                         | 爱情有点蓝             | Mao Mao                                    | Zhejiang TV                       |                     |
| 2011 | Nhóc Tỳ Mã Tiểu Kiêu                         | 淘气包马小跳           | Mã Tiểu Khiêu                              | CCTV                              | [ 5 ]               |
| 2011 | Văn Phòng Utopia                             | 乌托邦办公室           | Mộc Tinh Nam                               | Youku                             |                     |
| 2011 | Đoàn Viên                                    | 团圆                   | Lưu Sĩ Văn (lúc nhỏ)                       | TVB                               |                     |
| 2011 | Hậu Cung                                     | 后宫                   | Uông Trực (lúc nhỏ)                        | Zhejiang TV                       |                     |
| 2012 | Tự Cổ Anh Hùng Xuất Thiếu Niên               | 自古英雄出少年         | Thiệu Dương                                | Guangdong TV                      | [ 7 ]               |
| 2012 | Bà Yêu Tôi Thêm Lần Nữa                      | 奶奶再爱我一次         | Hoàng Doanh Sinh                           | Anhui TV                          |                     |
| 2012 | Mẹ Tôi Là Thiên Sứ                           | 我的妈妈是天使         | Khương Tiểu Cường                          | Jiangxi TV                        |                     |
| 2013 | Chiến Thắng Giả                              | 怒海情仇               | Trình Nghị (lúc nhỏ)                       | Jiangsu Channel                   |                     |
| 2013 | Trái Tim Người Mẹ (Nương Tâm)                | 娘心                   | Dương Thiên Thành/Dương Minh Huy (lúc nhỏ) | Jiangxi TV                        | [ 35 ]              |
| 2013 | Thuyết Hảo Bất Lưu Lệ                        | 说好不流泪             | Lãnh Thiên Hữu                             | Liaoning Channel                  |                     |
| 2013 | Kiệu Hoa                                     | 红轿子                 | Xa Văn Hiên (lúc nhỏ)                      | Huzhou Channel                    |                     |
| 2014 | Mùa Xuân Của Mẹ Kế                           | 后妈的春天             | Thiết Hùng (lúc nhỏ)                       | Guangdong Channel                 | [ 36 ]              |
| 2014 | Thần Điêu Đại Hiệp                           | 神雕侠侣               | Dương Quá (lúc nhỏ)                        | Hunan TV                          | [ 8 ]               |
| 2015 | Thiên Tiêu Quái Kiếm                         | 仙剑客栈               | Lý Tiêu Dao                                | Youku                             | [ 9 ]               |
| 2015 | Thiếu Nữ Toàn Phong                          | 旋风少女               | Hồ Diệc Phong                              | Hunan TV                          | [ 10 ]              |
| 2015 | Lang Nha Bảng                                | 琅琊榜                 | Phi Lưu                                    | Beijing TV, Dragon TV             | [ 11 ]              |
| 2015 | Tần thời Minh Nguyệt                         | 秦时明月               | Tử Dĩnh                                    | Hunan TV                          | [ 37 ]              |
| 2016 | Nữ Y Minh Phi Truyện                         | 女医·明妃传            | Chu Kiến Thâm                              | Dragon TV, Jiangsu TV             | [ 38 ]              |
| 2016 | Tình Yêu Xa Đến Thế                          | 远得要命的爱情         | Mạnh Hưởng                                 | Dongnan TV, Guangdong TV          | [ 39 ]              |
| 2016 | Sơn Hải Kinh: Truyền Thuyết Xích Ảnh         | 山海经之赤影传说       | Thạch Bội Bội                              | Hunan TV                          | [ 40 ]              |
| 2016 | Thiếu Nữ Toàn Phong 2                        | 旋风少女2              | Hồ Diệc Phong                              | Hunan TV                          | [ 41 ]              |
| 2016 | Nữ Y Minh Phi Truyện                         | 女医·明妃传            | Chu Kiến Thâm                              | Dragon TV, Jiangsu TV             | [ 42 ]              |
| 2016 | Tình Yêu Xa Đến Thế                          | 远得要命的爱情         | Mạnh Hưởng                                 | Dongnan TV, Guangdong TV          | [ 43 ]              |
| 2016 | Sơn Hải Kinh: Truyền Thuyết Xích Ảnh         | 山海经之赤影传说       | Thạch Bội Bội                              | Hunan TV                          | [ 44 ]              |
| 2016 | Chung Cực Bút Ký                             | 终极笔记               | Ngô Tà                                     | Hunan TV                          | iQIYI               |
| 2017 | Kỳ Tinh Ký: Chi Tiên Y Nộ Mã Thiếu Niên Thời | 奇星记之鲜衣怒马少年时 | Triển Hùng Phi                             | Youku                             | [ 12 ]              |
| 2018 | Sa hải                                       | 沙海                   | Lê Thốc                                    | Tencent                           | [ 17 ]              |
| 2018 | Đấu Phá Thương Khung                         | 斗破苍穹               | Tiêu Viêm                                  | Hunan TV                          | [ 20 ]              |
| 2020 | Sơn Hải Kinh Chi Thượng Cổ Mật Ước           | 山海经之上古密约       | Bách Lý Hồng Thước                         | Hunan TV                          | [ 28 ]              |
| 2020 | Thập Sát Hải                                 | 什刹海                 | Hạng Đông                                  | CCTV                              | [ 45 ]              |
| 2020 | Vượt Qua Hỏa Tuyến                           | 穿越火线               | Lộ Tiểu Bắc                                | Tencent                           | [ 29 ]              |
| 2021 | Trường Ca Hành                               | 长歌行                 | A Thi Lặc Chuẩn (A Sử Na Chuẩn)            | Tencent                           | [ 27 ]              |
| 2021 | Căng Buồm Ra Khơi Ngày Nổi Gió               | 我们的时代             | Tiêu Sấm                                   | Tencent                           |                     |
| 2022 | Tinh Hán Xán Lạn                             | 星汉灿烂               | Lăng Bất Nghi                              | Tencent                           |                     |
| 2023 | Tình Yêu Mà Thôi                             | 爱情而已               | Tống Tam Xuyên                             | Tencent                           |                     |
| 2024 | Giữa Cơn Bão Tuyết                           | 在暴雪时分             | Lâm Diệc Dương                             | Tencent                           |                     |

## Chương trình truyền hình

### Chương trình truyền hình thực tế
| Năm  | Tiêu đề                          | Tiêu đề tiếng Trung | Vai trò            | Ghi chú / Tham khảo |
| ---- | -------------------------------- | ------------------- | ------------------ | ------------------- |
| 2015 | Thông minh 7                     | 好好学吧            | Thành viên cố định | [ 46 ]              |
| 2016 | 24h                              | 二十四小时          | Thành viên cố định | [ 47 ]              |
| 2017 | 24h (mùa 2)                      | 二十四小时第二季    | Thành viên cố định | [ 48 ]              |
| 2017 | 72 Tầng Kỳ Lâu                   | 七十二层奇楼        | Thành viên cố định | [ 49 ]              |
| 2018 | Minh Tinh Đại Trinh Thám (mùa 3) | 我 是 大 侦探       | Thành viên cố định | [ 50 ]              |
| 2019 | Quán Trọ Thân Thương (mùa 3)     | 亲爱 的 · 客栈      | Thành viên cố định | [ 51 ]              |
| 2020 | Keep Running (Mùa 4)             | 奔跑吧              | Tập 8              |                     |
| 2021 | Làm Phiền Nhé, Tủ Lạnh (Mùa 7)   | 拜托了冰箱          | Tập 1+ 2           |                     |

### Chương trình tạp kĩ
| Tiêu đề                 | Tiêu đề tiếng Trung | Ngày | Ghi chú / Tham khảo |
| ----------------------- | ------------------- | --- | ------------------- |
| Khoái Lạc Đại Bản Doanh | 快乐 大本营         | 18/7/2015; 6/9/2015 18/6/2016; 9/9/2017 17/2/2018; 5/1/2019 30/3/2019; 14/12/2019 21/12/2019; 7/3/2020 20/3/2021; 17/7/2021 | [ 52 ]              |

## Bài hát tham gia
| Năm  | Bài hát                                                | Tiêu đề tiếng Trung | Album                               | Ghi chú                             |
| ---- | ------------------------------------------------------ | ------------------- | ----------------------------------- | ----------------------------------- |
| 2017 | "Khi tôi còn trẻ"                                      | 儿时                |                                     |                                     |
| 2017 | "Bài giảng đầu tiên"                                   | 第一 课             | Lớp học đầu tiên của học kỳ mới OST |                                     |
| 2019 | "Tất cả chúng ta đều là những người theo đuổi giấc mơ" | 我们 都是 追梦 人   |                                     | Biểu diễn cho Đêm hội mùa Xuân CCTV |
| 2019 | "Sủng Ái"                                              | 宠爱                | Sủng Ái OST                         |                                     |
| 2020 | "Vượt Qua Hỏa Tuyến"                                   | 穿越 火线           | Vượt Qua Hỏa Tuyến OST              | [ 54 ]                              |

## Giải thưởng và đề cử
| Năm  | Giải thưởng                                               | Hạng mục                              | Phim được đề cử                     | Kết quả   | Tham khảo |  |
| ---- | --------------------------------------------------------- | ------------------------------------- | ----------------------------------- | --------- | --------- |  |
| 2011 | Giải Phi thiên lần thứ 28                                 | Nam diễn viên trẻ xuất sắc nhất       | Cậu bé nghịch ngợm Mã Tiểu Kiêu     | Đoạt giải | [ 55 ]    |  |
| 2015 | Giải thưởng phim truyền hình Trung Quốc lần thứ 7         | Diễn viên triển vọng nhất             |                                     | Đoạt giải | [ 56 ]    |  |
| 2015 | Đêm hội hóa trang iQiyi lần thứ 4                         | Người mới nổi tiếng nhất              |                                     | Đoạt giải | [ 57 ]    |  |
| 2016 | Giải thưởng âm nhạc hàng đầu Trung Quốc lần thứ 16        | Thần tượng truyền hình nổi tiếng nhất |                                     | Đoạt giải | [ 58 ]    |  |
| 2016 | Giải Hoa Đỉnh lần thứ 19                                  | Tân binh xuất sắc nhất                | Lang Nha Bảng                       | Đề cử     | [ 59 ]    |  |
| 2016 | Giải thưởng Tencent Video Star lần thứ 10                 | Nghệ sĩ đang lên của năm              |                                     | Đoạt giải | [ 60 ]    |  |
| 2016 | Giải thưởng Youku Young Choice                            | Thần tượng tài năng nhất              |                                     | Đoạt giải | [ 61 ]    |  |
| 2017 | Giải thưởng Netease Crossover                             | Diễn viên được yêu thích nhất         |                                     | Đoạt giải | [ 62 ]    |  |
| 2017 | Giải thưởng ảnh hưởng của đêm thời trang L'Officiel       | Hot Era Reader                        |                                     | Đoạt giải | [ 63 ]    |  |
| 2017 | Giải thưởng Tencent Video Star lần thứ 11                 | Doki Nghệ sĩ có ảnh hưởng của năm     |                                     | Đoạt giải | [ 64 ]    |  |
| 2018 | Lễ trao giải điện ảnh Weibo                               | Giải thưởng diễn viên nổi tiếng       |                                     | Đoạt giải | [ 65 ]    |  |
| 2018 | Đêm L'Officiel                                            | Giải thưởng Đột phá Thế hệ            |                                     | Đoạt giải | [ 66 ]    |  |
| 2018 | Lễ trao giải Cosmo Beauty lần thứ 25                      | Thần tượng trẻ đẹp                    |                                     | Đoạt giải | [ 67 ]    |  |
| 2018 | Giải thưởng Ngôi sao Video Tencent lần thứ 12             | Diễn viên truyền hình đang lên        |                                     | Đoạt giải | [ 68 ]    |  |
| 2019 | Lễ trao giải Văn học Trung Quốc                           | Diễn viên siêu IP                     |                                     | Đoạt giải | [ 69 ]    |  |
| 2019 | Giải thưởng Golden Data Entertainment 2018-2019           | Giải thưởng về lượt xem web-drama     | Sa Hải                              | Đoạt giải | [ 70 ]    |  |
| 2019 | Next Generation Influencers for Global Philanthropy       | Ngôi sao từ thiện trẻ                 |                                     | Đoạt giải | [ 71 ]    |  |
| 2019 | Đêm Cosmo Glam                                            | Nhân vật của năm (Giấc mơ)            |                                     | Đoạt giải | [ 72 ]    |  |
| 2019 | Giải Hoa Đỉnh lần thứ 26                                  | Top 10 diễn viên được yêu thích nhất  |                                     | Đoạt giải | [ 73 ]    |  |
| 2019 | Esquire Men thứ 16                                        | Nghệ sĩ chất lượng của năm            |                                     | Đoạt giải | [ 74 ]    |  |
| 2021 | LTG Văn Vinh lần thứ 8                                    | Nam diễn viên xuất sắc nhất           | Mùa hè chưa tới (vai Trịnh Vũ Tinh) | Đề cử     | [ 75 ]    |  |
|      | Guangzhou Student Film Festival ( Student’s Choice Award) | Diễn viên được yêu thích nhất         | Mùa hè chưa tới                     | Đề cử     | [ 76 ]    |  |
| 2022 | China Movie Chanel Award                                  | Diễn viên nổi tiếng nhất              | Mùa hè chưa tới                     | Đề cử     | [ 77 ]    |  |
| 2022 | LHP Truyền Hình Trung Quốc lần thứ 14                     | Diễn viên xuất sắc nhất               | Tinh Hà Xán Lạn                     | Đoạt giải | [ 78 ]    |  |
| 2022 | Liên hoan phim Trung-Mỹ                                   | Diễn viên trẻ xuất sắc nhất           | Tinh Hà Xán Lạn (vai Lăng Bất Nghi) | Đoạt giải | [ 79 ]    |  |
| 2022 | Giải Bách Hoa                                             | Ảnh đế                                | Tôi và bậc cha chú                  | Đề cử     | [ 80 ]    |  |

### Forbes 100 người nổi tiếng Trung Quốc
| Năm  | Hạng | Tham khảo |
| ---- | ---- | --------- |
| 2017 | 63   | [ 81 ]    |
| 2019 | 29   | [ 82 ]    |
| 2020 | 47   | [ 83 ]    |